# 地區餐酒

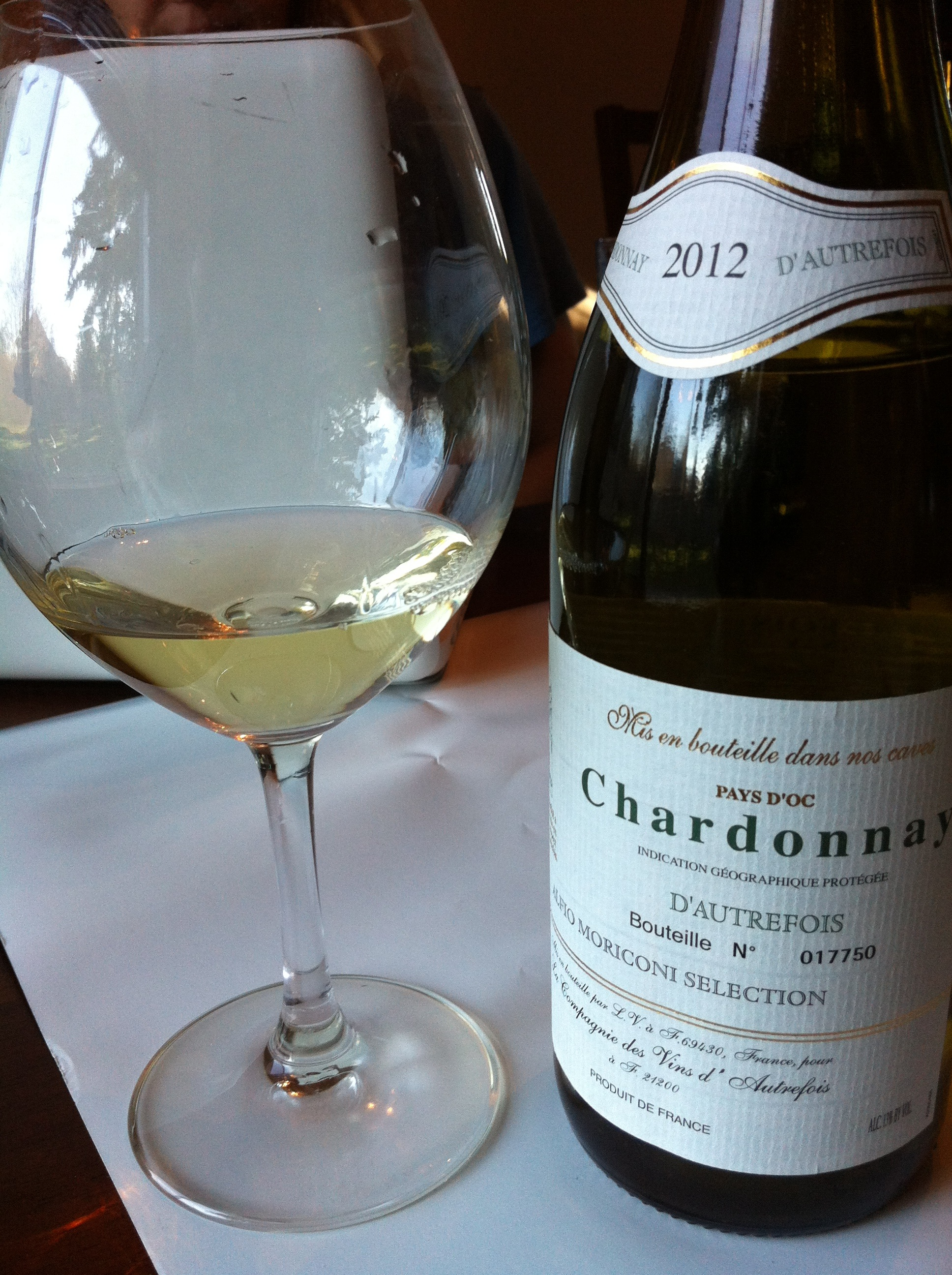
A Vin de Pays d'Oc Chardonnay.

地區餐酒（法語：Vin de pays），又譯地區葡萄酒，葡萄酒術語，是一種法國葡萄酒等級。這種等級的葡萄酒，品質高於一般餐酒（vin de table），在其上會冠上產地名稱。在其上，又有更高級的AOC及VDQS的葡萄酒。在法國，這個分級制度在1968年之後開始施行，直到2009年實施新的分級法為止。

## 概論
地區餐酒可以標出產地名稱，如產於朗格多克-鲁西永的地區餐酒，可以標為。